# ركاب الحرية
ركاب الحرية هم ناشطون في مجال الحقوق المدنية ركبوا الحافلات بين الولايات إلى الولايات الجنوبية المعزولة سنة 1961 وما تلاها، للطعن في عدم إنفاذ قرارات المحكمة العليا في الولايات المتحدة وهي مورغان ضد فرجينيا 1946 وبوينتون ضد فرجينيا 1960، التي قضت أن الفصل بين الركاب في الحافلات العامة كان أمرًا غير دستوري. تجاهلت الولايات الجنوبية الأحكام ولم تقم الحكومة الفيدرالية بأي إجراء لفرضها. غادر موكب الحرية العاصمة واشنطن في 4 مايو 1961، وكان من المقرر أن يصل إلى نيو أورلينز في 17 مايو.
حظر بوينتون التمييز العنصري في المطاعم وغرف الانتظار في المحطات التي تخدّم الحافلات التي تعبر خطوط الولاية. قبل خمس سنوات من صدور حكم بوينتون، أصدرت لجنة التجارة بين الولايات قرارًا في قضية سارة كيز ضد شركة كارولينا كوتش 1955 التي نددت صراحةً بالعقيدة الناتجة عن قضية بليسي ضد فيرغسون 1896 المتمثلة بالفصل لكن مع المساواة في السفر بالحافلات بين الولايات. فشلت لجنة التجارة بين الولايات في إنفاذ حكمها، وظلت قوانين سفر جيم كرو سارية في جميع أنحاء الجنوب.
تحدى ركاب الحرية هذا الوضع الراهن من خلال ركوب الحافلات بين الولايات في الجنوب في مجموعات عرقية مختلطة لتحدي القوانين أو الأعراف المحلية التي فرضت الفصل في مقاعد الحافلات. عززت مواكب الحرية وردود الفعل العنيفة التي أثارتها من مصداقية حركة الحقوق المدنية الأمريكية، ووجهت الانتباه الوطني إلى عدم احترام القانون الاتحادي والعنف المحلي المستخدم لفرض الفصل في الولايات الجنوبية. ألقت الشرطة القبض على الركاب بتهمة التعدي على ممتلكات الغير والتجمع غير القانوني وانتهاك قوانين جيم كرو في الولايات وغيرها من الجرائم المزعومة، لكنهم غالبًا ما سمحوا للغوغائين البيض بمهاجمتهم دون تدخل منهم.
رعى مؤتمر المساواة العرقية معظم مواكب الحرية التالية، لكن بعضها نُظم أيضًا من قبل لجنة التنسيق الطلابية اللاعنفية. أطلقت مواكب الحرية، التي بدأت عام 1960، اعتصامات درامية ضد الفصل في مقاعد الغداء التي أجراها الطلاب والشباب في جميع أنحاء الجنوب، ومقاطعة مؤسسات البيع بالتجزئة التي حافظت على الفصل في منشآتها.
أيد قرار المحكمة العليا في بوينتون حق المسافرين بين الولايات في تجاهل قوانين الفصل المحلية. واعتبرت الشرطة المحلية الجنوبية تصرفات ركاب الحرية إجرامية واعتقلتهم في بعض المواقع. في بعض المناطق، مثل برمنغهام وألاباما، تعاونت الشرطة مع عصابات كو كلوكس كلان والبيض الآخرين الذين عارضوا هذه الأعمال، وسمحت للغوغاء بمهاجمة الركاب.

## التاريخ

### مقدمة
استلهم ركاب الحرية من رحلة المصالحة عام 1947، التي قادها بايارد روستن وجورج هاوسر، والتي شارك في رعايتها زمالة المصالحة ومجلس المساواة العرقية. كان الهدف من رحلة المصالحة، مثل موكب الحرية عام 1961، هو اختبار حكم سابق للمحكمة العليا يحظر التمييز العنصري في السفر بين الولايات. اعتُقل روستين وإيجال رودينكو وجو فيلت وأندرو جونسون، وحُكم عليهم بالعمل في مجموعة العمل الشاق في ولاية كارولينا الشمالية لانتهاكهم قوانين جيم كرو المحلية في ما يتعلق بالمقاعد المنفصلة في وسائل النقل العام.
بدأ موكب الحرية الأول في 4 مايو 1961، بقيادة مدير مجلس المساواة العرقية، جيمس فارمر، و13 راكبًا (سبعة من السود وستة من البيض، بمن فيهم جينفيف هيوز وويليام إي هاربور وإد بلانكنهايم) غادروا العاصمة واشنطن على متن شركة جريهاوند (من محطة جريهاوند) وحافلات تريلويز. كانت خطتهم هي القيادة عبر فرجينيا وكارولينا الشمالية والجنوبية وجورجيا وألاباما ومسيسيبي، انتهاء بنيو أورلينز، لويزيانا، حيث خُطط لعقد مسيرة الحقوق المدنية. معظم الركاب كانوا من مجلس المساواة العرقية، واثنان من لجنة التنسيق الطلابية اللاعنفية. وكان معظم الركاب في الأربعينيات والخمسينيات من العمر، وكان البعض في سن الثامنة عشر.
كانت تكتيكات ركاب الحرية في رحلتهم تتمثل في وجود زوج واحد على الأقل من الأعراق يجلس في مقاعد متجاورة، بينما يجلس راكب أسود واحد على الأقل في المقدمة، إذ تُحجز المقاعد  للركاب البيض حسب العرف المحلي في جميع أنحاء الجنوب. كان بقية الفريق يجلسون منتشرين في بقية الحافلة. أحد المتسابقين سوف يلتزم بقواعد الفصل في الجنوب لتجنب الاعتقال والاتصال بمجلس المساواة العرقية وترتيب الكفالة لأولئك الذين اعتقلوا.
صادفتهم مشكلة بسيطة فقط في فرجينيا وكارولينا الشمالية، ولكن جون لويس تعرض لهجوم في روك هيل بولاية كارولينا الجنوبية. أُلقي القبض على بعض الركاب في شارلوت بولاية كارولينا الشمالية؛ وينسبورو في كارولينا الجنوبية؛ وجاكسون في ميسيسيبي.

### عنف الغوغاء في أنيستون وبرمنغهام
نظم بول كونور مفوّض الشرطة في برمنغهام، ألاباما، إلى جانب الرقيب توم كوك (أحد مؤيدي كو كلوكس كلان المتعطشين)، أعمال عنف ضد ركاب الحرية مع عصابات البيض المحلية. وضع الاثنان خططًا لإنهاء مواكب الحرية في ألاباما. أكدوا لجاري توماس رو، وهو مخبر يعمل لصالح مكتب التحقيقات الفيدرالي وعضو في عصابة إيستفيو كلافيرن (أكثر مجموعة عنيفة في ألاباما)، أن الغوغائيين البيض سيكون أمامهم 15 دقيقة لمهاجمة مواكب الحرية دون أي اعتقالات. كانت الخطة هي السماح بهجوم أولي في أنيستون والقضاء عليهم بهجوم نهائي في برمنغهام.

#### أنيستون
في 14 مايو، والذي يصادف عيد الأم، في أنيستون بولاية ألاباما، هاجم حشد من عصابات البيض، بعضهم ما زال يرتدي الزي الكنسي، أول حافلات شركة جريهاوند. حاول السائق مغادرة المحطة، ولكنه مُنع من ذلك حتى ثقب أعضاء كو كلاس كلان إطاراتها. أجبر الغوغاء الحافلة المعطلة على التوقف لعدة أميال خارج المدينة ثم ألقوا قنبلة حارقة عليها. عندما احترقت الحافلة، أغلقت الحشود الأبواب، لحرق الركاب حتى الموت. لا توافق المصادر على ذلك، ولكن إما أن يكون خزان الوقود الذي كان يوشك على الانفجار هو السبب في تراجع الغوغاء أو أنه متحرٍّ متخفٍّ تابع للولاية يلوح بمسدس، ونجا الركاب من الحريق. ضرب الغوغاء الركاب بعد خروجهم. أطلق حراس الطرق السريعة طلقات تحذيرية في الهواء منعت إعدام الركاب. حُفظ موقع جانب الطريق في أنيستون ومحطة جريهاوند وسط المدينة كجزء من نصب ركاب الحرية الوطني في عام 2017.
نُقل بعض الركاب المصابين إلى مستشفى أنيستون التذكاري. في تلك الليلة، نُقل ركاب الحرية من المستشفى، ومعظمهم من غرف العناية، في الساعة الثانية صباحًا، لأن الموظفين كانوا يخشون من تجمع الغوغاء خارج المستشفى. نظم زعيم حركة الحقوق المدنية المحلي القس فريد شوتلزوورث العديد من سيارات المواطنين السود لإنقاذ جرحى ركاب الحرية في تحدٍّ لسلطة البيض. قاد مجموعة السود العقيد ستون جونسون وكانوا مسلحين علنًا عند وصولهم إلى المستشفى، لحماية ركاب الحرية من الغوغاء.
عندما وصلت الحافلات إلى أنيستون وانسحبت من المحطة بعد ساعة واحدة من حرق حافلة جريهاوند، صعدت إليها ثمانية من عصابات البيض عنوةً وضربوا ركاب الحرية وتركوهم مغمى عليهم في مؤخرة الحافلة.